# Josef Vrba
Josef Vrba (asi 1912? – po 1982?) byl český fotbalista, obránce a záložník.

## Fotbalová kariéra
V československé lize hrál za SK Plzeň. Nastoupil ve 141 ligových utkáních. Gól v lize nedal.

## Ligová bilance
| Ročník               | Zápasy | Góly | Klub     |
| -------------------- | ------ | ---- | -------- |
| Státní liga 1937/38  | -      | 0    | SK Plzeň |
| Státní liga 1938/39  | 16     | 0    | SK Plzeň |
| Národní liga 1939/40 | -      | 0    | SK Plzeň |
| Národní liga 1940/41 | -      | 0    | SK Plzeň |
| Národní liga 1941/42 | -      | 0    | SK Plzeň |
| Národní liga 1942/43 | -      | 0    | SK Plzeň |
| Národní liga 1943/44 | -      | 0    | SK Plzeň |
| LIGA CELKEM          | 141    | 0    |          |